# Eleição municipal de Sertãozinho (São Paulo) em 2012
A eleição municipal de Sertãozinho em 2012 aconteceu em 7 de outubro de 2012 para eleger um prefeito, um vice-prefeito e 17 vereadores no município de Sertãozinho, no Estado de São Paulo, no Brasil. O prefeito eleito foi Zezinho Gimenez, do PSDB, com 61,05% dos votos válidos, sendo vitorioso logo no primeiro turno em disputa com três adversários, Nério Costa (PPS), Tiago Lira (PT) e Garcia (PSOL). O vice-prefeito eleito, na chapa de Zezinho, foi Valter Almussa (PSDB).
O pleito em Sertãozinho foi parte das eleições municipais nas unidades federativas do Brasil. Sertãozinho foi um dos 687 municípios vencidos pelo PSDB; no Brasil, há 5.570 cidades.
A disputa para as 17 vagas na Câmara Municipal de Sertãozinho envolveu a participação de 323 candidatos. O candidato mais bem votado foi o debutante Zezinho Atrapalhado, que obteve 3.203 votos (3,83% dos votos válidos).

## Antecedentes
Na eleição municipal de 2008, Nerio Costa, do PPS, derrotou o candidato do PSDB, Waldyr Alceu Trigo, no primeiro turno. O candidato do PPS foi eleito com 56,75% dos votos válidos, em 2008. Antes de vencer a eleição para prefeito, Nerio foi vereador em 2000 e vice prefeito em 2004 no município de Sertãozinho.

## Eleitorado
Na eleição de 2012, estiveram aptos a votar 83.619 sertanezinos, o que correspondia a 74,39% da população da cidade. O PIB de Sertāozinho é de R$ 4,1 bilhões e o orçamento em 2012 é de R$ 355 milhões.

## Candidatos
Foram quatro candidatos à prefeitura em 2012: Zezinho Gimenez do PSDB, Nério Costa do PPS, Tiago Lira do PT e Garcia do PSOL.
| Candidato(a)    | Vice           | Partido | Coligação                                                                                                  |
| --------------- | -------------- | ------- | --- |
| Zezinho Gimenez | Valter Almussa | PSDB    | "Viva Sertãozinho (São Paulo)" (PRB / PTB / PSL / PHS / PTC / PSB / PV / PSDB / PC do B)                   |
| Nério Costa     | Dr. Benelli    | PPS     | "Unidos por Sertãozinho (São Paulo) " (PP / PDT / PMDB / PTN / PSC / PR / PPS / DEM / PRP / PSD / PT do B) |
| Tiago Lira      | Rafael Moraes  | PT      | partido isolado                                                                                            |
| Garcia          | Ricardo        | PSOL    | partido isolado                                                                                            |

## Campanha
Durante a campanha Gimenez enfrentou críticas dos demais candidatos, principalmente sobre a declaração de seu patrimônio ao Tribunal Superior Eleitoral (TSE), no valor de R$ 11,7 milhões. Os adversários acusavam o tucano de enriquecimento ilícito, alegando que em 2006 – época em que era prefeito – as contas declaradas somavam R$ 3,8 milhões.
Gimenez, por sua vez, afirmava que a atual administração é inexperiente, alegando que durante seu governo a cidade ocupava o sexto lugar em qualidade de vida no Brasil, segundo a pesquisa do Sistema Firjan, órgão ligado ao Sesi/Senai. Em 2009, Sertãozinho passou para a 181ª posição no ranking nacional.

### Pesquisas
Em pesquisa do Ibope, divulgada em 29 de agosto de 2012, Zezinho apareceu com 59% das intenções de voto. Nerio Costa, Tiago Lira e Garcia apareceram respectivamente com 26%, 2% e 2%.
O Ibope divulgou resultados de nova pesquisa, em 20 de setembro de 2012, e Zezinho aparecia com 56% das intenções de voto. Nerio Costa apareceu com 22%, Tiago Lira com 2% e Garcia passou para 0% das intenções de voto.
Em terceira pesquisa do Ibope, divulgada em 3 de outubro de 2012, Zezinho apareceu com 55% das intenções de voto. Nerio Costa teve 28% e Tiago Lira apareceu com 5% e Garcia com 1% das intenções de voto.
| Data de realização                       | Data de divulgação     | Instituto | Número de registro no TRE | Contratante                      | Entrevistados | Margem de erro | Candidato              | Candidato         | Candidato       | Candidato     | Não sabe/ Não respondeu | Brancos e nulos |
| Data de realização                       | Data de divulgação     | Instituto | Número de registro no TRE | Contratante                      | Entrevistados | Margem de erro | Zezinho Gimenez (PSDB) | Nério Costa (PPS) | Tiago Lira (PT) | Garcia (PSOL) | Não sabe/ Não respondeu | Brancos e nulos |
| ---------------------------------------- | ---------------------- | --------- | ------------------------- | -------------------------------- | ------------- | -------------- | ---------------------- | ----------------- | --------------- | ------------- | ----------------------- | --------------- |
| de 26 a 28 de agosto de 2012             | 29 de agosto de 2012   | Ibope     | SP-00593/2012             | Rede Globo e EPTV                | 406           | ± 5%           | 59%                    | 26%               | 2%              | 2%            | 8%                      | 3%              |
| de 16 a 18 de setembro de 2012           | 20 de setembro de 2012 | Ibope     | SP-00965/2012             | Jornal A Cidade e EPTV RIBEIRÃO. | 406           | ± 5%           | 56%                    | 22%               | 2%              | 0%            | 12%                     | 6%              |
| de 29 de setembro a 1 de outubro de 2012 | 3 de outubro de 2012   | Ibope     | SP-01458/2012             | EPTV RIBEIRÃO                    | 406           | ± 5%           | 55%                    | 28%               | 5%              | 1%            | 6%                      | 5%              |

## Resultados

### Prefeito
No dia 7 de outubro, Zezinho Gimenez foi eleito com 61,05% dos votos válidos.
| Candidato(a)           | Vice                   | 1º Turno 7 de outubro de 2012 | 1º Turno 7 de outubro de 2012 |
| Candidato(a)           | Vice                   | Votação                       | Votação                       |
|                        |                        | Total                         | Porcentagem                   |
| ---------------------- | ---------------------- | ----------------------------- | ----------------------------- |
| Zezinho Gimenez (PSDB) | Valter Almussa (PSB)   | 38.981                        | 61,05%                        |
| Nerio Costa (PPS)      | Dr. Benelli (PMDB)     | 19.250                        | 30,15%                        |
| Tiago Lira (PT)        | Rafael Moraes (PT)     | 4.509                         | 7,06%                         |
| Garcia (PSOL)          | Ricardo (PSOL)         | 1.107                         | 1,73%                         |
| Total de votos válidos | Total de votos válidos | 63.847                        | 91,92%                        |
| Votos em branco        | Votos em branco        | 2.047                         | 2,95%                         |
| Votos nulos            | Votos nulos            | 3.565                         | 16,93%                        |
| Total                  | Total                  | 69.459                        | 100%                          |
| Abstenções             | Abstenções             | 14.160                        | 16,93%                        |
| Votos apurados         | Votos apurados         | 69.459                        | 100%                          |
| Total de eleitores     | Total de eleitores     | 83.619                        | 100%                          |

### Vereador
O PPS foi o partido que mais elegeu vereadores (4), seguido por PSDB e PTB que elegeram 3 vereadores cada um. Em seguida o PMDB, PSC e PR  elegeram 2 vereadores cada, e o PSB 1 vereador.
Doze das 17 cadeiras disponíveis no Legislativo foram ocupadas por novos vereadores; cinco conseguiram a reeleição e um não se candidatou. O vereador mais votado foi Zezinho Atrapalhado (PTB), que teve 3.203 votos.
| Resultado da eleição para a Câmara Municipal de Sertãozinho (São Paulo) em 2012 por candidato | Resultado da eleição para a Câmara Municipal de Sertãozinho (São Paulo) em 2012 por candidato | Resultado da eleição para a Câmara Municipal de Sertãozinho (São Paulo) em 2012 por candidato | Resultado da eleição para a Câmara Municipal de Sertãozinho (São Paulo) em 2012 por candidato | Resultado da eleição para a Câmara Municipal de Sertãozinho (São Paulo) em 2012 por candidato | Resultado da eleição para a Câmara Municipal de Sertãozinho (São Paulo) em 2012 por candidato |
| Candidato                                                                                     | Número                                                                                        | Partido                                                                                       | Votos                                                                                         | Porcentagem                                                                                   |                                                                                               |
| --------------------------------------------------------------------------------------------- | --------------------------------------------------------------------------------------------- | --------------------------------------------------------------------------------------------- | --------------------------------------------------------------------------------------------- | --------------------------------------------------------------------------------------------- | --------------------------------------------------------------------------------------------- |
| Zezinho Atrapalhado                                                                           | 14661                                                                                         | PTB                                                                                           | 3.203                                                                                         | 4,99%                                                                                         |                                                                                               |
| Vilmar                                                                                        | 15800                                                                                         | PMDB                                                                                          | 2.034                                                                                         | 3,17%                                                                                         |                                                                                               |
| Cesinha                                                                                       | 23120                                                                                         | PPS                                                                                           | 1.932                                                                                         | 3,01%                                                                                         |                                                                                               |
| Ricardo Almussa                                                                               | 20000                                                                                         | PSC                                                                                           | 1.746                                                                                         | 2,72%                                                                                         |                                                                                               |
| Niltinho - Mogiana                                                                            | 23999                                                                                         | PPS                                                                                           | 1.599                                                                                         | 2,49%                                                                                         |                                                                                               |
| Joao Sanches                                                                                  | 23800                                                                                         | PPS                                                                                           | 1.226                                                                                         | 1,91%                                                                                         |                                                                                               |
| Celia do Postinho                                                                             | 15000                                                                                         | PMDB                                                                                          | 1.045                                                                                         | 1,63%                                                                                         |                                                                                               |
| Marcio Leite                                                                                  | 23400                                                                                         | PPS                                                                                           | 1.028                                                                                         | 1,60%                                                                                         |                                                                                               |
| Bonfim da Ciretran                                                                            | 45555                                                                                         | PSDB                                                                                          | 932                                                                                           | 1,45%                                                                                         |                                                                                               |
| Nanico Mazer                                                                                  | 14789                                                                                         | PTB                                                                                           | 914                                                                                           | 1,42%                                                                                         |                                                                                               |
| Sandrin                                                                                       | 40123                                                                                         | PSB                                                                                           | 807                                                                                           | 1,26%                                                                                         |                                                                                               |
| Chicoria                                                                                      | 22345                                                                                         | PR                                                                                            | 801                                                                                           | 1,25%                                                                                         |                                                                                               |
| Lucio da Radio                                                                                | 22022                                                                                         | PR                                                                                            | 763                                                                                           | 1,19%                                                                                         |                                                                                               |
| Pastor Francisco                                                                              | 22144                                                                                         | PR                                                                                            | 744                                                                                           | 1,16                                                                                          |                                                                                               |
| Dr. Léo                                                                                       | 20123                                                                                         | PSC                                                                                           | 736                                                                                           | 1,15%                                                                                         |                                                                                               |
| Elizeu Costa                                                                                  | 23623                                                                                         | PPS                                                                                           | 704                                                                                           | 1,10%                                                                                         |                                                                                               |
| Sílvio Blancacco                                                                              | 45999                                                                                         | PSDB                                                                                          | 690                                                                                           | 1,08%                                                                                         |                                                                                               |
| Agnaldo Soriano da Nova Vida                                                                  | 22123                                                                                         | PR                                                                                            | 673                                                                                           | 1,05%                                                                                         |                                                                                               |
| Fabiano Trigo                                                                                 | 10123                                                                                         | PSDB                                                                                          | 668                                                                                           | 1,05%                                                                                         |                                                                                               |
| Antonio Marcolino                                                                             | 10123                                                                                         | PRB                                                                                           | 657                                                                                           | 1,02%                                                                                         |                                                                                               |
| Dr. Soldera                                                                                   | 14000                                                                                         | PTB                                                                                           | 652                                                                                           | 1,02%                                                                                         |                                                                                               |

| Votos válidos   | Votos válidos   | 64.179 | 92,40% |
| Votos nulos     | Votos nulos     | 2.425  | 3,49%  |
| Votos em branco | Votos em branco | 2.855  | 4,11%  |
| Total           | Total           | 69.459 | 100%   |
| --------------- | --------------- | ------ | ------ |

## Análises

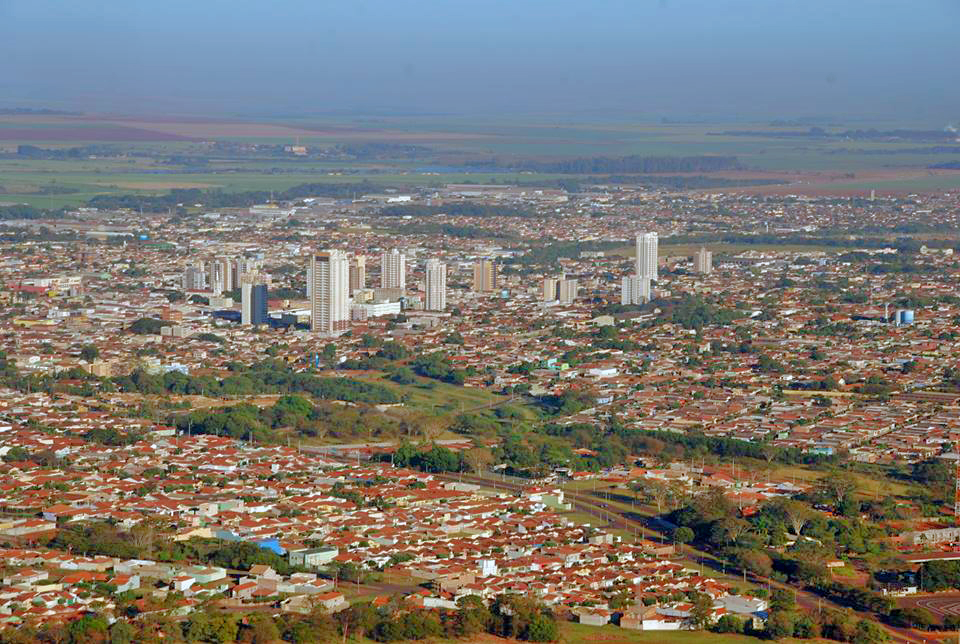
Vista aérea de Sertãozinho (SP), em 2016

Zezinho Gimenez já havia ocupado o cargo por dois mandatos consecutivos, entre 2001 e 2008. Ele foi eleito para o 3º mandato deixando o canditado a reeleição Nério Costa em 2º lugar. Gimenez esteve à frente da disputa em Sertãozinho desde o início da campanha eleitoral.
Em entrevista ao site G1, Zezinho Gimenez declarou: "Essa diferença em relação ao segundo colocado nos surpreendeu, mas acabou acontecendo em função do que nós plantamos: trabalho sério, respeitando a população, estando junto, com austeridade na administração do dinheiro público.".